# Ельякім Мангала
Ельякі́м Мангала́ (фр. Eliaquim Mangala, нар. 13 лютого 1991, Коломб) — французький футболіст конголезького походження, захисник національної збірної Франції.

## Клубна кар'єра
Народився 13 лютого 1991 року в місті Коломб, під Парижем. Незабаром родина переїхала до Бельгії, у якій Мангала і розпочав займатись футболом у юнацьких командах футбольних клубів «Вепьон» та «Намюр».
У дорослому футболі дебютував 2008 року виступами за «Стандард» (Льєж), в якому провів три сезони, взявши участь у 70 матчах чемпіонату. Більшість часу, проведеного у складі «Стандарда», був основним гравцем команди. За цей виступів за клуб допоміг команді у 2009 році вибороти титул чемпіона Бельгії та суперкубок країни, а 2011 року стати володарем кубка Бельгії.
До складу клубу «Порту» приєднався 16 серпня 2011 року за 6,5 млн євро і вже в першому сезоні допоміг «драконам» стати чемпіонами Португалії та виграти суперкубок країни. Протягом трьох сезонів встиг відіграти за клуб з Порту 51 матч в національному чемпіонаті.
11 серпня 2014 року уклав 5-річний контракт з англійським «Манчестер Сіті», якому перехід захисника, як повідомлялося, обійшовся у 32 мільйони фунтів. Перші два сезони (2014—16) Мангала був одним з гравців основи клубу під керівництвом Мануеля Пеллегріні, однак перестав вписуватися в плани нового тренера Жузепа Гвардіоли. Сезон 2016/17 він провів в оренді в іспанській «Валенсії», де став основним захисником, провіши 33 матчі, в яких відзначився 2 голами. Улітку 2017 Ельякім повернувся до «Манчестер Сіті», однак так і не закріпився в команді та в січні 2018 перейшов до «Евертона». Втім, вже в другому матчі за ліверпульський клуб він травмувався та вибув до кінця сезону. Влітку 2018 гравець повернувся до «Манчестер Сіті», однак через травми так і не виходив на поле.
У серпні 2019 перейшов на правах вільного агента до «Валенсії».

## Виступи за збірну
З 2009 року залучався до складу молодіжної збірної Франції. Наразі на молодіжному рівні зіграв у 23 офіційних матчах, забив 2 голи.

## Титули і досягнення
- Чемпіон Бельгії (1):

«Стандард» (Льєж): 2008-09
- Чемпіон Португалії (2):

«Порту»: 2011-12, 2012-13
- Чемпіон Англії (1):

«Манчестер Сіті»: 2017-18
- Володар Кубка Бельгії (1):

«Стандард» (Льєж): 2010-11
- Володар Кубка Футбольної ліги (2):

«Манчестер Сіті»: 2015-16, 2017-18
- Володар Суперкубка Бельгії (2):

«Стандард» (Льєж): 2008, 2009
- Володар Суперкубка Португалії (2):

«Порту»: 2012, 2013
- Віце-чемпіон Європи: 2016